# Aptos
Pour la police de caractères, voir Aptos (police de caractères).
Aptos est une Census designated place du comté de Santa Cruz en Californie. Lors du recensement de 2010, sa population était de 6 220 habitants.

## Démographie
| 2000  | 2010  | - | - | - | - |
| ----- | ----- | - | - | - | - |
| 6 186 | 6 220 | - | - | - | - |

## Source
- (en) Cet article est partiellement ou en totalité issu de l’article de Wikipédia en anglais intitulé « Aptos, California » (voir la liste des auteurs).